# حسام‌الدین مجتهدی
سید حسام‌الدین مجتهدی (زاده ۱۳۰۳ ـ ۶ اردیبهشت ۱۳۹۳) فرزند مرحوم ملا محمدصدیق، امام جمعه شهر سنندج و نماینده مجلس خبرگان رهبری بود. وی دارای عنوان حوزوی ماموستا بود.
وی از شاگردان محمدزاهد ضیایی و ملا محمدصدیق مجتهدی بود.

## درگذشت
حسام‌الدین مجتهدی شنبه ۶ اردیبهشت ۱۳۹۳ ماه در بیمارستان طالقانی تهران درگذشت. در پی درگذشت وی رهبر ایران پیام تسلیتی صادر کرد و پیکر وی روز یکشنبه ۷ اردیبهشت ماه ۱۳۹۳ با حضور مردم و مسئولین تشییع شد.